# Un sac de billes (film, 2017)
Pour les articles homonymes, voir Un sac de billes.
Pour plus de détails, voir Fiche technique et Distribution.
Un sac de billes est un film franco-canado-tchèque réalisé par Christian Duguay. Il s'agit d'une nouvelle adaptation du roman de Joseph Joffo, après celle de Jacques Doillon sortie en 1975.

## Synopsis
Dans la France occupée, Maurice et Joseph, deux jeunes frères juifs, sont envoyés par leurs parents dans la zone libre et font preuve de malice, de courage et d’ingéniosité pour échapper aux occupants et tenter de réunir à nouveau leur famille.

## Fiche technique
- Titre original : Un sac de billes
- Réalisation : Christian Duguay
- Scénario, adaptation, dialogues : Benoît Guichard et Christian Duguay avec la collaboration de Laurent Zeitoun d'après l'ouvrage Un sac de billes (1973) de Joseph Joffo et un scénario de Alexandra Geismar et Jonathan Allouche
- Décors : Jimena Esteve
- Costumes : Pierre-Jean Larroque
- Photographie : Christophe Graillot , Thibault Gabherr
- Direction artistique : Franck Schwarz
- Son : Michel Bordeleau , François-Joseph Hors
- Attachée de presse : Sandra Cornevaux , Audrey Le Pennec
- Montage : Olivier Gajan
- Musique : Armand Amar
- Production : Nicolas Duval-Adassovsky, Yann Zenou, Laurent Zeitoun
- Coproduction : Jean-Charles Levy, Christian Duguay, Lyse Lafontaine, Joe Iacomo, Gaëtan David, André Logie, Tanguy Dekeyser, Marc Jenny
- Sociétés de production : Quad production, Main Journey
- Sociétés de Coproduction : Gaumont, Forecast Pictures, Films IDL, La Compagnie Cinématographique, Panache Productions, Proximus, Okko Production, TF1 Films Production, Canal+, Ciné+, TF1, Telefilm Canada, SODEC
- Directeur de production : Laurent Sivot
- Société de distribution : Gaumont
- Budget : 18.2 M€[1]
- Pays de production :  France,  Canada,  République tchèque
- Langue originale : français
- Visa : 132.519
- Genre : drame, historique ,guerre
- Durée : 112 minutes
- Dates de sortie :
  - France : 18 janvier 2017
  - Canada : 16 juin 2017

## Distribution
- Dorian Le Clech : Joseph Joffo
- Batyste Fleurial : Maurice Joffo
- Patrick Bruel : Roman Joffo
- Elsa Zylberstein : Anna Joffo
- Bernard Campan : Ambroise Mancelier
- Kev Adams : Ferdinand
- Christian Clavier : Dr Rosen
- César Domboy : Henri Joffo
- Ilian Bergala : Albert Joffo
- Émile Berling : Raoul Mancelier
- Jocelyne Desverchère : Marcelle Mancelier
- Coline Leclère : Françoise Mancelier
- Éric Bougnon : Subinagui
- Joël Dupuch : Julien le boulanger
- Holger Daemgen : Elois Bruner
- Michaël Erpelding : Raymond le passeur
- Eva Leimbergerova : Madame Besançon
- Mica Smadja : Simon
- Marek Vašut : le patron de l'Hôtel du commerce
- Martin Hub : Gunter
- Romain Paul : Gérard
- Julien Bruant : Soldat SS
- Étienne Chicot : le curé du train
- Frédéric Épaud : le curé Buffa
- Max Clavelly : Ange Testi
- Marius Matty : Daniel
- Paul Scarfoglio : Masso
- Merlin Delarivière : Zerati
- Petr Hanak : Monsieur Paul
- Daniel Kenigsberg : Saul Levine
- Roby Joffo : Moishe Cohen
- Jana Altmanova : la mémé
- Pierre Kiwitt : Officier SS 1
- Zbysek Humpolec : Officier SS 2
- Jiri Wohanka : Monsieur Levy
- Meir Berkowitz : Monsieur Tannenbaum 1
- Petr Jan Vins : Monsieur Tannenbaum 2
- Jana Radojcicova : Polonaise 1
- Michaela Svedova : Polonaise 2
- Vincent Nemeth : Le professeur
- Lucas Prisor : le contrôleur allemand
- Candide Sanchez : le fermier cochon
- Gérard Dubouche : le camionneur
- Anouk Biard : la maîtresse d'école à Nice
- Joseph Malerba : Marcello
- Louis Emmanuel Blanc : le policier niçois
- Zdenek Pecha : le sous-officier SS
- Jiri Cerny : le garde allemand
- Gérard Gratadour : le cuisinier Excelsior
- Marketa Potuzakova : Maryse
- Jean-Michel Fête : Monsieur Jean
- Luc Palun : l'homme patibulaire

## Production

### Développement
Le film devait initialement être réalisé par Olivier Dahan, réalisateur qui avait travaillé sur le scénario, mais c'est finalement Christian Duguay qui le remplace derrière la caméra,.

### Tournage
Le tournage s’effectue en septembre 2015 à Nice (Promenade des Anglais avec ajout de la Jetée-Promenade de Nice au moyen d'effets speciaux,Hôtel Negresco,Vieux-Nice : rue de la Providence,coiffeur au 10 rue Saint Augustin et vendeurs de rue vers le 5 de la rue,cordonnier 5 rue François Zanin...), La Brigue, Avignon et Marseille. À Nice, un drapeau nazi est accroché pour les besoins du film pendant quelques minutes sur la façade de la préfecture, ce qui provoque la stupéfaction de certains passants, bien que la ville ait auparavant informé le public par un message sur son compte Facebook officiel.
En novembre 2015, le tournage se déplace à Prague et à Karlovy Vary.
Le château fort qui apparaît à deux ou trois reprises dans les jumelles lorsque les enfants sont en haute Savoie, est Fort-Queyras qui se trouve dans la commune de Château-Ville-vieille, dans les Hautes-Alpes et plus précisément dans le Queyras.

## Box office
Le film effectue un bon démarrage puisqu'il rassemble 406 076 spectateurs la première semaine. En date du 10 avril 2017, la fréquentation monte à 1 282 764 entrées en France.